# Splendor (wielerploeg)
Splendor was een Belgische wielerploeg die werd gesponsord door het gelijknamige Waalse fietsenmerk van Armand Marlair. De ploeg werd opgericht in 1979 en bestond tot 1984, waarna deze verderging met een nieuwe hoofdsponsor Hitachi als Hitachi-Splendor-Sunair, een Japans bedrijf dat onder meer industriële machines produceert. Splendor won de Ronde van Vlaanderen in 1980 met Michel Pollentier.

## Geschiedenis
In 1958 bestond er al een seizoen lang een ploeg genaamd Splendor. Hierna was Splendor midden jaren zeventig nog een aantal keren co-sponsor van enkele Belgische ploegen. In 1979 werd dan zelf een ploeg opgericht, Michel Pollentier mocht zelf zijn programma en een deel van de ploeg rondom hem samenstellen en Robert Lauwers werd ploegleider. Pollentier was in de Tour een jaar eerder betrapt toen hij probeerde een dopingcontrole te vervalsen na een schorsing en afkoop van zijn contract bij Flandria tekende hij voor Splendor. Er werd eerst nog geprobeerd om een fusie aan te gaan met de Nederlandse Bode Deuren ploeg maar Bode trok zich in december terug uit het wielrennen.
De ploeg bestond voornamelijk uit Pollentier en kleinere Belgische wielrenners. Pollentier nam een aantal van zijn ploeggenoten uit de Flandria-ploeg mee naar Splendor onder andere Seán Kelly, Lieven Malfait, Christian Dumont, Herman Beyssens, Wim Myngheer en Roger Verschaeve en twee verzorgers. De ploeg vond uiteindelijk een co-sponsor in Eurosoap en nam deel aan de Ronde van Spanje waar Pollentier derde werd. Sean Kelly won de eerste en de 8a etappe. Pollentier gaf echter meermaals commentaar op het slechte materiaal van zijn ploeg en het gebrek aan reservemateriaal door beperkte financiële middelen. Daarnaast vond hij ook dat hij op de Ier Seán Kelly na hij geen goede ploeggenoten had die hem konden helpen. Ondanks de onvrede tekende Pollentier na de Vuelta bij voor een jaar. In de Ronde van Frankrijk van dat jaar hoopte Pollentier op revanche voor een jaar eerder op Alpe d'Huez. Halverwege de Tour reed de ploeg nog maar met twee renners rond, Seán Kelly en Wim Myngheer, en was gelegenheidsploegleider Albert de Kimpe al terug naar huis getrokken.
Aan het einde van het seizoen werd de komst van Claude Criquielion, Guido Van Calster en Johan De Muynck aangekondigd als versterkingen. Albert de Kimpe werd aangetrokken als nieuwe ploegleider, nadat hij al in de Tour die rol had vervuld, Robert Lauwers trok naar Boston-Mavic-Ifi. De ploeg bestond aan het begin van het seizoen 1980 uit 14 Belgen, de Nieuw-Zeelander Paul Jesson en de Ier Sean Kelly. De eerste overwinning was de winst van Claude Criquielion in de vierde etappe van Tirreno-Adriatico. Pollentier won daarna in de Brabantse Pijl en Kelly won de tweede etappe en het eindklassement in de Driedaagse van De Panne-Koksijde. Pollentier slaagde erin om de Ronde van Vlaanderen te winnen, nadat hij was weggesprint van Jan Raas en Francesco Moser, die naar elkaar zaten te kijken in de sprint. Pollentier brak in Parijs-Roubaix zijn sleutelbeen waardoor hij niet fit aan de Ronde van Spanje kon beginnen en Claude Criquielion kopman van de ploeg werd. In de eerste etappe won Seán Kelly na een massasprint, in het algemene klassement bleef hij twee seconden achter de Italiaan Roberto Visentini, die de proloog won en waar Kelly tweede was. Ook in de tweede etappe was Kelly de snelste: hij versloeg in een sprint de Italiaan Giuseppe Martinelli, de West-Duitser Klaus-Peter Thaler en de Nederlander Roelof Groen. In de derde etappe had Kelly bijna opnieuw prijs, maar hij werd tweede achter Martinelli. In de vijfde en zesde etappe werd Kelly opnieuw tweemaal tweede, in de zevende etappe vijfde en in de achtste etappe werd hij derde. In de tiende etappe was het opnieuw prijs voor Splendor. De Nieuw-Zeelander Paul Jesson toonde zich de sterkste in een bergetappe en won voor de Nederlander Johan van der Meer. In de twaalfde etappe won Etienne De Wilde een bergetappe met aankomst in Pontevedra. In de veertiende etappe kon Kelly opnieuw de sprint winnen voor Martinelli en ploeggenoot Guido Van Calster. Kelly pakte zijn vierde etappezege in de zeventiende etappe door ploegmaat Etienne De Wilde en de Nederlander Jos Lammertink te kloppen in een sprint. In de negentiende en laatste rit won Kelly zijn vijfde ritzege die Vuelta. De Splendor ploeg kent een zeer sterke Vuelta en eindigde met vier renners in de top tien: Claude Criquielion (3e), Sean Kelly (4e), Guido Van Calster (6e) en Johan De Muynck (7e) en Kelly kreeg ook nog de puntentrui. Kelly veroverde vijf ritzeges en eindigde 10 keer op het podium en reed maar 4 keer niet in de top tien, Van Calster werd tweede in het puntenklassement en eindigde driemaal derde en meerdere keren top tien. In het daarop volgende Critérium du Dauphiné Libéré volgden drie overwinningen voor de ploeg: Van Calster (2e etappe), Kelly (3a etappe) en Criquielon (3b etappe). Maar tijdens de proloog van de Dauphiné botste Paul Jesson met een auto, door het ongeluk moest een van zijn benen worden geamputeerd. Hierna neemt de ploeg deel aan de Ronde van Frankrijk. In de eerste twee weken zit het niet mee voor de ploeg, Kelly eindigde wel een aantal keren op het podium, maar kon geen etappe winnen. Dat keerde in de derde week met twee overwinningen: Sean Kelly won de negentiende etappe en de 21e etappe. In het algemene klassement wist Johan De Muynck een vierde plaats te behalen, Claude Criquielion werd pas dertiende. Kelly wordt tweede in het puntenklassement achter Rudy Pevenage. Ook het jongerenklassement, waar Splendor drie renners in de top vijf heeft, ziet de ploeg aan zijn neus voorbijgaan, winnaar is de Nederlander Johan van der Velde.
Aan het einde van het seizoen vetrok Michel Pollentier naar de Vermeer Thijs-ploeg en als vervanger werd de Zweed Sven-Åke Nilsson aangetrokken en ook Walter Planckaert. Ook de Nederlandse belofterenner Johnny Broers tekende een contract, Broers won in 1980 de Omloop Het Volk voor beloften. In november volgde ook nog Eddy Planckaert, nadat de Mini-Fiat-ploeg was gestopt met bestaan. In het begin van het seizoen 1981 volgde overwinningen in onder meer de Catalaanse Week (ploegentijdrit en Sven-Åke Nilsson), Driedaagse Brugge-De Panne (Etienne De Wilde en tweemaal Eddy Planckaert), Ronde van België (Van Calster en Kelly), Vierdaagse van Duinkerke (2e etappe Kelly). Er volgden nadien nog kleine overwinningen in Grote Prijs van Wallonië (Walter Dalgal) en GP du Tournaisis (Lieven Malfait). In de Critérium du Dauphiné toont Kelly opnieuw zijn snelle benen in de tweede etappe en ook in de daarop volgende Ronde van Luxemburg behaalde de ploeg twee etappezeges. Vier dagen voor de start van de Ronde van Frankrijk wordt Eugène Urbany Luxemburgs kampioen op de weg. De Splendor-ploeg wist in de Tour twee ritzeges te winnen. In de 12b etappe was Eddy Planckaert de snelste voor Freddy Maertens en Yvon Bertin. In de vijftiende etappe was Kelly de snelste voor de Fransman Jean-François Rodriguez en de Nederlander Johan van der Velde. In het eindklassement had Splendor drie renners in de top tien: Johan De Muynck (7e), Sven-Åke Nilsson (8e) en Claude Criquielion (9e). Criquielion werd tweede in het jongerenklassement achter de Nederlander Peter Winnen. Later in het jaar volgde nog zeges in Ronde van Nederland (Luc De Smet (3e etappe) en Sean Kelly (5a etappe)) en de Leeuwse Pijl (Sean Kelly).

## Resultaten in de Grote Rondes
| Jaar | Ronde van Italië   | Ronde van Italië | Ronde van Frankrijk            | Ronde van Frankrijk                | Ronde van Spanje      | Ronde van Spanje                                                              |
| Jaar | hoogste klassering | etappewinst      | hoogste klassering             | etappewinst                        | hoogste klassering    | etappewinst                                                                   |
| ---- | ------------------ | ---------------- | ------------------------------ | ---------------------------------- | --------------------- | ----------------------------------------------------------------------------- |
| 1979 | geen deelname      | geen deelname    | 38e Sean Kelly                 |                                    | 3e Michel Pollentier  | 1e, 8a Seán Kelly                                                             |
| 1980 | geen deelname      | geen deelname    | 4e Johan De Muynck             | 19e, 21e Sean Kelly                | 3e Claude Criquielion | 1e, 2e, 14e, 17e, 19e Seán Kelly 10e Paul Jesson Seán Kelly Ploegenklassement |
| 1981 | geen deelname      | geen deelname    | 7e Johan De Muynck             | 12b Eddy Planckaert 19e Sean Kelly | geen deelname         | geen deelname                                                                 |
| 1982 | geen deelname      | geen deelname    | 54e Jean-Philippe Vandenbrande |                                    | 16e Paul Wellens      | 1a, 1b, 2e, 3e, 12e Eddy Planckaert                                           |
| 1983 | geen deelname      | geen deelname    | 18e Claude Criquielion         |                                    | geen deelname         | geen deelname                                                                 |
| 1984 | geen deelname      | geen deelname    | 9e Claude Criquielion          |                                    | geen deelname         | geen deelname                                                                 |

## Resultaten in belangrijke wedstrijden
- Kampioenschap van Vlaanderen: Rudy Matthijs (1984)
- Ronde van Vlaanderen: Michel Pollentier (1980)
- Catalaanse Week: Sven-Åke Nilsson (1981)
- Clásica San Sebastián: Claude Criquielion (1983)
- E3 Harelbeke: William Tackaert (1983)

Belgische wielerploeg Splendor: 1979–1984
Beyssens ·
Boeve ·
Cael ·
Desaever ·
Dumont ·
Jagsch ·
Jesson ·
Kelly ·
Libouton ·
Loos ·
Malfait ·
Myngheer ·
Onghena ·
Pollentier · 
Sonnet · 
Van Gastel ·
Vanmarcke ·
Verschaeve
Bellet ·
Beyssens ·
Borguet ·
Criquielion ·
De Muynck ·
De Smet ·
De Wilde ·
Desaever ·
Jesson (tot 15/06) ·
Kelly ·
Malfait ·
Meslet ·
Peeters ·
Plummer ·
Pollentier ·
Sonnet ·
Van Calster ·
Van Den Bossche ·
Wynants
Bellet ·
Borguet ·
Broers ·
Colman ·
Criquielion ·
Dalgal ·
De Muynck ·
De Smet ·
De Wilde ·
Devos ·
Girard ·
Kelly ·
Malfait ·
Nilsson ·
Onghena ·
E. Planckaert ·
W. Planckaert ·
Plummer ·
Urbany ·
Van Calster ·
Van Den Bossche ·
Wynants ·
Wyffels
Broers (tot 15/06) ·
Colman ·
Criquielion ·
Dalgal ·
Ronan De Meyer ·
De Smet ·
Marc Demeyer (tot 20/01) ·
Devos ·
Jones ·
Lambrechts ·
Maas (tot 30/08) ·
Malfait ·
Nieuwdorp ·
E. Planckaert ·
W. Planckaert ·
Schipper ·
Schoonjans ·
Urbany ·
Van Brabant ·
Vandenbrande ·
Wellens
Claes ·
Criquielion ·
De Smet ·
H. Devos ·
P. Devos ·
Dhaenens ·
Haghedooren ·
McKenzie ·
Meersman ·
E. Planckaert ·
W. Planckaert ·
Tackaert ·
Van Brabant ·
Van De Wiele ·
Vandenbrande ·
Verlinden ·
Versluys ·
Wampers ·
Wyffels
van Bindsbergen ·
Criquielion  ·
Demol ·
Devos ·
Dhaenens ·
Goffin ·
Lamote ·
Maertens ·
Matthys ·
Meersman ·
Nevens ·
Rodríguez ·
Rogiers ·
Van Eynde ·
Vandenbrande ·
Verlinden ·
Versluys ·
Vigouroux ·
Wampers ·
Wilches